# Euphorbia polygona
Euphorbia polygona es una especie fanerógama perteneciente a la familia de las euforbiáceas. Es endémica de Sudáfrica en la Provincia del Cabo.

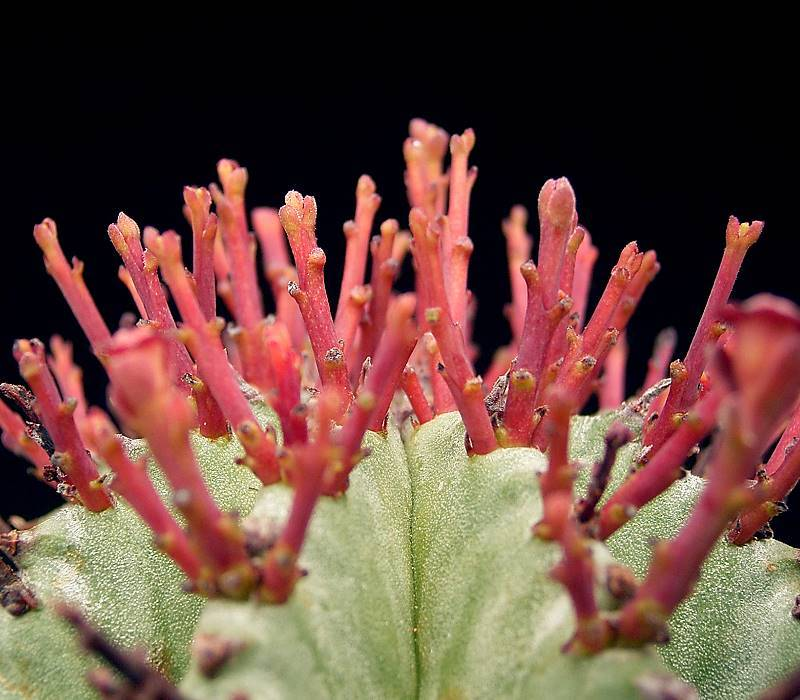
Detalle de la planta

## Descripción
Es una planta dioica, con tallos simples o poco ramificados en la base, tal vez varios de la misma raíz, suculentos, sin hojas, con espinas o sin espinas, erectos, de 1-2, 3-4 mm de espesor, cuando son muy jóvenes con 7 ángulos, con la edad,  los ángulos cambian a 10-20, glabras, verde y ligeramente glaucas en el crecimiento de jóvenes en las plantas silvestres, no glaucas cuando se cultivan en invernadero, convirtiéndose en gris con la edad. El fruto es una cápsula con semillas  largas, ovoides, 4-anguladas, lisas, de color marrón.

## Taxonomía
Euphorbia polygona fue descrita por Adrian Hardy Haworth y publicado en Miscellanea Naturalia 184. 1803.
Etimología
Euphorbia: nombre genérico que deriva del médico griego del rey Juba II de Mauritania (52 a 50 a. C. - 23), Euphorbus, en su honor – o en alusión a su gran vientre –  ya que usaba médicamente Euphorbia resinifera. En 1753 Carlos Linneo asignó el nombre a todo el género.
polygona: epíteto latino que significa "con muchos ángulos".